# ダニー・ティアット
ダニエレ・アマデオ・ティアット（イタリア語: Daniele Amadeo Tiatto、1973年5月22日 - ）は、オーストラリアとイタリアの元サッカー選手。アトランタオリンピックオーストラリア代表、オーストラリアA代表。ポジションはDFまたはMF。

## クラブ歴
ビクトリア州リーグで結果を残し、1994年にメルボルン・ナイツFCに加入。左ウィングとして活躍し、クラブの黄金時代を支えた。
1996年にセリエBのUSサレルニターナ1919に、その後、FCバーデン、ストーク・シティFCに在籍した。
1998年夏に30万ポンドでフットボールリーグ1のマンチェスター・シティFCに完全移籍。初年度は規律を守れず出場機会が少なかったものの、翌シーズンにレギュラーを確保、プレミアリーグ昇格までこぎつけた。1シーズンで再びフットボールリーグ・チャンピオンシップ降格となるも、この2000-01シーズンにはクラブの年間最優秀選手に選ばれる活躍を見せた。翌シーズンに再び昇格するが、その他方で彼の出場機会は減っていった。ブラックバーン・ローヴァーズFC戦では途中出場から僅か6分で退場処分となり、その後はベンチ入りすらままならなくなった。さらに負傷に泣かされる事も増え、2004年夏に契約満了で退団した。 
マンチェスター・シティを退団した彼はレスター・シティFCに加入。左サイドと中盤をどこでもこなすプレーヤーとして活躍し、2004-05シーズンには加入初年度にしてクラブの年間最優秀選手に輝いた。しかし、翌シーズンは怪我と不規律によって活躍出来なかった。それでも2005-06シーズンにはマット・エリオットの引退に伴って主将を務めたが、1シーズンでパディー・マッカーシーにその座を渡した。
2007年2月にAリーグのブリスベン・ロアーFCと2007-08シーズンからの仮契約を交わした。7月1日に行われたスーパースポート・ユナイテッドFCとの親善試合で移籍後初出場となった。しかしAリーグ初出場となったアデレード・ユナイテッドFC戦でリッチー・アラギッチの膝に両足でタックルをし大怪我を負わせたものの、目の前で見ていた副審はプレーを止めなかったため大事となり、最終的には2試合追加の出場停止処分が下された。2009年にアンジェ・ポステコグルーが監督に就任すると見切られ、翌夏を待たずして放出された。
2010年2月にメルボルン・ナイツに復帰。その後は下部リーグのクラブに在籍し引退した。

## 代表歴
1995年2月8日のコロンビア代表との親善試合で代表初出場。翌年にはアトランタオリンピックに参加した。2000年6月19日に行われたOFCネイションズカップ2000・クック諸島代表に17-0で勝利した試合で代表唯一の得点を記録した。2005年2月9日に行われた南アフリカ共和国代表戦が代表最後の試合となった。